# آتشکده زرتشتیان (شیراز)
آتشکده زرتشتیان شیراز آتشکده‌ای وابسته به انجمن زرتشتیان شیراز واقع در ابتدای کوچه نوبهار (گذر ادیان) در بلوار زند است. این آتشکده در باغی موسوم به باغ وقفی آدریان در کنار پذیرشگاه، همایشگاه، سالن کنفرانس و کتابخانه واقع شده‌است.
بازدید از این مجموعه برای عموم آزاد نیست و نیازمند دریافت مجوز از اداره فرهنگ و ارشاد اسلامی شیراز است.

## پیشینه
باغ وقفی آدریان در سال ۱۲۸۶ خورشیدی توسط ۲۱ زرتشتی خریداری شد. در آغاز یک ساختمان در میان باغ قرار داشت و از سال ۱۳۴۳ خورشیدی ساختمان‌هایی همچون پذیرشگاه (اتاق اسکان مسافران) و آتشکده به این باغ افزوده شد. ساختن جایگاه آتش یا آدریان این باغ از سال ۱۳۴۴ آغاز شد و تا سال ۱۳۴۷ ادامه داشت.